# Ion Teodose Gheorghiță
Ion Teodose Gheorghiță (n. 2 aprilie 1939, Larga, raionul Briceni, Republica Moldova – d. 28 noiembrie 1991, Chișinău, Republica Moldova) a fost un poet, prozator, traducător, dramaturg și eseist sovietic moldovean. În prima etapă a creației sale a scris sub pseudonimul Radu Delamunte.

## Biografie
Ion Teodose Gheorghiță s-a născut în 1939 în Larga, în județul Hotin. A absolvit Universitatea din Cernăuți în 1963, după care a lucrat în redacția ziarului regional Bucovina Sovietică/Zorile Bucovinei.
A debutat cu poezii incluse în volumul colectiv Plaiul doinelor (Ujgorod, 1968). A publicat volumele Mărul discordiei (Chișinău, 1969) și Neliniști matinale (Ujgorod, 1969). Primele sale cărți sunt marcate de teme și imagini ce reflectă frumusețea și generozitatea plaiului natal, măreția omului muncii și bogăția vieții sale spirituale. Aceste motive se regăsesc și în volumele ulterioare: La marginea câmpiei (1972), Înălțimi constante (1979), Simplu (1981), Din pragul casei (1986).
Este autorul poemului dramatic Zodia Inorogului (1983), centrat pe figura istorică a cărturarului și voievodului moldovean Dimitrie Cantemir. În volumul său de dramaturgie Viața în continuare (1991) au fost incluse piesa Roua toamnei e fierbinte, farsa Pecală și Tândală în satul cu oameni și poemul dramatic menționat anterior, sub titlul modificat Inorogul.
A publicat și proză eseistică, între altele volumul publicistic Ecoul de a doua zi (1983). A fost coautor, alături de Aurel Chircă, al antologiei de folclor pentru copii Peste deal, peste vâlcea (1978) și al antologiei de poezie moldovenească Peste leagăn (1980, 1988).
Ion Teodose Gheorghiță este autorul mai multor volume pentru copii, între care: Brad de munte (1970), Să vezi și să crezi (1973), Ochi de stea (1979), Vorbe năzdrăvane (1982), Mure din pădure (1985), Oaspeți proaspeți (1989).
A fost un bun cunoscător al literaturii ucrainene, întreținând relații de prietenie cu numeroși scriitori ucraineni și contribuind la consolidarea legăturilor literare și culturale moldo-ucrainene. A fost unul dintre coordonatorii și traducătorii antologiei Poeți ucraineni (1972) și al antologiei Povești populare ucrainene (1985), precum și al culegerii Din lirica ucraineană (1986). El a făcut parte din Uniunea Scriitorilor din Moldova, fiind președintele secției de traduceri.
A tradus numeroase opere ale clasicilor și ale scriitorilor contemporani ucraineni: Lesia Ukrainka, Mîhailo Koțiubînskîi, Vasilii Ștefanyk, Ivan Franko, Dmitro Pavliciko, Lina Kostenko, Vasilii Simonenko, Boris Oliinik, Mykola Vingranovski și Andrii Miastkivski.
Timp de peste zece ani a lucrat la traducerea operei lui Taras Șevcenko, publicând în 1989 o versiune moldovenească a Kobzarului cu o prefață de Oles Honcear.
Fheorghiță a fost membru PCUS din 1968. A decedat pe 28 noiembrie 1991, în Chișinău, la câteva luni după ce Republica Moldova și-a proclamat independența.

## Scrieri
- Codrii primăverii. Poezia tânără din Moldova, Editura Literatura Artistică, Chișinău, 1973
- Poezia moldovenească sovietică, Kiev, 1975

## Traduceri și antologii
- Poeți ucraineni (1972)
- Doina – antologie de literatură și folclor moldovenesc (ediție ucraineană, Kiev, 1985)
- Povești populare ucrainene (1985)
- Din lirica ucraineană (1986)

Traduceri incluse în volumele colective: Lumina inimii (1979), Lire înfrățite (1979), Cununa soarelui (1979), Arborele prieteniei (1984)
Operele lui Gheorghiță au fost traduse în limbile: bulgară, estonă, rusă și ucraineană.